# Дорией
Дорией (на старогръцки: Δωριεύς, Dorieus) е спартански принц от рода на Агидите живял през втората половина на 6 век пр.н.е. Той е втори син на цар Анаксандрид II, по-млад полубрат на Клеомен I и по-стари брат на Леонид I и Клеомброт. Херодот е основният извор за живота на Дорией.

## Биография

### Семейство
Според Херодот, Анаксандрид II се жени за своята племенница, но в продължение на дълъг период от време брака остава бездетен. Притеснени от липсата на наследник, Ефорите искат той да се разведе и да се ожени за друга жена. Анаксандрид обаче отказва отхвърля тази възможност, но се съгласява да се ожени за втора жена, против спартанския обичай, като избира дъщерята на Принетадес, синът на Демарменос. Скоро след това и двете му жени забременяват. От втората жена на Анаксандрид се ражда Клеомен, който става първороден син на царя. Няколко месеца по-късно първата му жена ражда Дорией, а на следващата година Леонид и Клеомброт.
След смъртта на Анаксандрид за наследник е определен Клеомен, поради това че е първороден син. Дорией прави неуспешен опит да оспори решението, след което решава да напусне Спарта.

### Странствания
След като получава разрешение, Дорией решава да поведе група свои последователи към Африка, за да основе колония, но без да се допита до Делфойския оракул какъвто бил обичая. Около 515-514 г. пр.н.е. той пристига в Триполитания и се заселва в извънредно плодородно място, в близост до устието на река Кинипс и на около 19 километра на югозапад от финикийската колония Лептис. Новата колония бързо попада в полезрението на местните сили и само след две години Дорией и последователите му са принудени да я напуснат под натиска на местното либийско племе макай (Macai), което се ползва с подкрепата на Картаген.
След този провал Дорией се завръща в Пелопонес, където скоро е посъветван от беотийския гадател Антихар да основе колония с име Хераклея в Сицилия, защото според него земята Ерикс принадлежала на Хераклидите, чиито наследник бил Дорией. Този път спартанския принц решава да се допита до Делфисйкия оракул като получава благословия.
Около 510-509 г. пр.н.е. Дорией събира група от сподвижници, предимно от Лакония, сред които и други четирима спартански „съоснователи“ и на свои разноски се сдобива с трирема, с която отплава на запад. По пътя експедицията спира в Брутиум, където Дорией участва в последната атака над град Сибарис извършена от войската на град Кротоне. След това отклонение, експедицията дебаркира в Сицилия, някъде по елимийското крайбрежие и недалеч от Ерикс. Впоследствие вероятно е направен опит да се установи колония, но скоро следва нов военен сблъсък със силите на картагенците и на град Сегеста, което довежда до почти пълното изтребване на експедицията. Само еди един от „съоснователите“ на име Еврилеон оцелява, а самият Дорией също загива.

### Деца
Според Херодот Дорией има поне едно дете - син на име Еврианакс (Euryanax), който остава в Спарта и участва в битката при Платея.